# Euphorbia deightonii
Euphorbia deightonii är en törelväxtart som beskrevs av Léon Camille Marius Croizat. Euphorbia deightonii ingår i släktet törlar, och familjen törelväxter. Inga underarter finns listade i Catalogue of Life.